# Campeonato Mundial de Balonmano Masculino Junior de 2007
El XVI Campeonato Mundial de Balonmano Masculino Junior se celebró en la entonces conocida como República de Macedonia entre el 13 de agosto y el 26 de agosto de 2007 bajo la organización de la Federación Internacional de Balonmano (IHF) y la Federación Macedonia de Balonmano.
Un total de 20 países compitieron por el título de campeón mundial junior, cuyo defensor era la selección de Dinamarca, ganadora del Mundial Junior de 2005. La selección de Suecia consiguió el título por segunda vez, al vencer en la final a Alemania, por 31 goles contra 29; el bronce fue para el equipo de Dinamarca. La selección española finalizó la competición en 5ª posición.

## Grupos
| Grupo A   | Grupo B   | Grupo C   | Grupo D       |
| --------- | --------- | --------- | ------------- |
| Suecia    | Alemania  | Croacia   | Dinamarca     |
| Macedonia | Egipto    | Eslovenia | España        |
| Kuwait    | Francia   | Rusia     | Corea del Sur |
| Portugal  | Chile     | Túnez     | Eslovaquia    |
| Angola    | Argentina | Bulgaria  | Brasil        |

## Ronda Previa
Los primeros tres de cada grupo alcanzan la fase principal. Los equipos restantes juegan entre sí por los puestos 13 a 20.

### Grupo A
| Equipo    | J | G | E | P | GF  | GC  | DG  | PTS |
| --------- | - | - | - | - | --- | --- | --- | --- |
| Suecia    | 4 | 4 | 0 | 0 | 151 | 88  | +63 | 8   |
| Kuwait    | 4 | 2 | 0 | 2 | 105 | 127 | -22 | 4   |
| Macedonia | 4 | 2 | 0 | 2 | 122 | 102 | +20 | 4   |
| Portugal  | 4 | 2 | 0 | 2 | 127 | 125 | +2  | 4   |
| Angola    | 4 | 0 | 0 | 4 | 81  | 144 | -63 | 0   |

- Resultados

| Fecha | Hora  | Partido   | Partido | Partido   | Resultado |
| ----- | ----- | --------- | ------- | --------- | --------- |
| 13.08 | 16:00 | Portugal  | -       | Kuwait    | 28-32     |
| 13.08 | 21:00 | Macedonia | -       | Angola    | 39-16     |
| 14.08 | 17:00 | Angola    | -       | Portugal  | 24-39     |
| 14.08 | 21:00 | Suecia    | -       | Kuwait    | 44-19     |
| 15.08 | 21:00 | Macedonia | -       | Suecia    | 27-30     |
| 16.08 | 17:00 | Kuwait    | -       | Angola    | 29-28     |
| 16.08 | 21:00 | Portugal  | -       | Macedonia | 31-29     |
| 17.08 | 19:00 | Angola    | -       | Suecia    | 13-37     |
| 18.08 | 17:00 | Suecia    | -       | Portugal  | 40-29     |
| 18.08 | 21:00 | Kuwait    | -       | Macedonia | 25-27     |

### Grupo B
| Equipo    | J | G | E | P | GF  | GC  | DG  | PTS |
| --------- | - | - | - | - | --- | --- | --- | --- |
| Alemania  | 4 | 4 | 0 | 0 | 112 | 79  | +33 | 8   |
| Egipto    | 4 | 3 | 0 | 1 | 118 | 95  | +23 | 6   |
| Francia   | 4 | 2 | 0 | 2 | 109 | 91  | +18 | 4   |
| Argentina | 4 | 1 | 0 | 3 | 93  | 96  | -3  | 2   |
| Chile     | 4 | 0 | 0 | 4 | 73  | 144 | -71 | 0   |

- Resultados

| Fecha | Hora  | Partido   | Partido | Partido   | Resultado |
| ----- | ----- | --------- | ------- | --------- | --------- |
| 13.08 | 14:00 | Argentina | -       | Chile     | 36-21     |
| 13.08 | 18:00 | Egipto    | -       | Francia   | 27-25     |
| 14.08 | 15:00 | Chile     | -       | Egipto    | 21-41     |
| 14.08 | 19:00 | Alemania  | -       | Francia   | 32-25     |
| 15.08 | 19:00 | Argentina | -       | Alemania  | 18-22     |
| 16.08 | 15:00 | Francia   | -       | Chile     | 37-14     |
| 16.08 | 19:00 | Egipto    | -       | Argentina | 31-21     |
| 17.08 | 21:00 | Chile     | -       | Alemania  | 17-30     |
| 18.08 | 15:00 | Francia   | -       | Argentina | 22-18     |
| 18.08 | 19:00 | Alemania  | -       | Egipto    | 28-19     |

### Grupo C
| Equipo    | J | G | E | P | GF  | GC  | DG  | PTS |
| --------- | - | - | - | - | --- | --- | --- | --- |
| Croacia   | 4 | 3 | 1 | 0 | 121 | 95  | +26 | 7   |
| Eslovenia | 4 | 2 | 2 | 0 | 125 | 96  | +29 | 6   |
| Rusia     | 4 | 2 | 1 | 1 | 111 | 107 | +4  | 5   |
| Túnez     | 4 | 1 | 0 | 3 | 115 | 122 | -7  | 2   |
| Bulgaria  | 4 | 0 | 0 | 4 | 93  | 145 | -52 | 0   |

- Resultados

| Fecha | Hora  | Partido   | Partido | Partido   | Resultado |
| ----- | ----- | --------- | ------- | --------- | --------- |
| 13.08 | 19:00 | Eslovenia | -       | Túnez     | 34-24     |
| 13.08 | 21:00 | Croacia   | -       | Bulgaria  | 34-17     |
| 14.08 | 17:00 | Túnez     | -       | Croacia   | 27-29     |
| 14.08 | 21:00 | Rusia     | -       | Bulgaria  | 32-23     |
| 15.08 | 21:00 | Eslovenia | -       | Rusia     | 25-25     |
| 16.08 | 17:00 | Bulgaria  | -       | Túnez     | 31-38     |
| 16.08 | 21:00 | Croacia   | -       | Eslovenia | 25-25     |
| 17.08 | 19:00 | Túnez     | -       | Rusia     | 26-28     |
| 18.08 | 17:00 | Bulgaria  | -       | Eslovenia | 22-41     |
| 18.08 | 21:00 | Rusia     | -       | Croacia   | 26-33     |

### Grupo D
| Equipo        | J | G | E | P | GF  | GC  | DG  | PTS |
| ------------- | - | - | - | - | --- | --- | --- | --- |
| Dinamarca     | 4 | 4 | 0 | 0 | 131 | 112 | +19 | 8   |
| España        | 4 | 3 | 0 | 1 | 133 | 116 | +17 | 6   |
| Corea del Sur | 4 | 2 | 0 | 2 | 133 | 139 | -6  | 4   |
| Brasil        | 4 | 1 | 0 | 3 | 118 | 129 | -11 | 2   |
| Eslovaquia    | 4 | 0 | 0 | 4 | 124 | 143 | -19 | 0   |

- Resultados

| Fecha | Hora  | Partido       | Partido | Partido       | Resultado |
| ----- | ----- | ------------- | ------- | ------------- | --------- |
| 13.08 | 15:00 | España        | -       | Corea del Sur | 37-32     |
| 13.08 | 17:00 | Eslovaquia    | -       | Brasil        | 33-37     |
| 14.08 | 15:00 | Corea del Sur | -       | Eslovaquia    | 38-36     |
| 14.08 | 19:00 | Dinamarca     | -       | Brasil        | 27-22     |
| 15.08 | 19:00 | España        | -       | Dinamarca     | 29-32     |
| 16.08 | 15:00 | Brasil        | -       | Corea del Sur | 31-33     |
| 16.08 | 19:00 | Eslovaquia    | -       | España        | 24-31     |
| 17.08 | 21:00 | Corea del Sur | -       | Dinamarca     | 30-35     |
| 18.08 | 15:00 | Brasil        | -       | España        | 28-36     |
| 19.08 | 21:00 | Dinamarca     | -       | Eslovaquia    | 37-31     |

## Ronda Emplazamiento

### Grupo P I
| Equipo     | J | G | E | P | GF  | GC  | DG  | PTS |
| ---------- | - | - | - | - | --- | --- | --- | --- |
| Eslovaquia | 3 | 3 | 0 | 0 | 106 | 92  | +14 | 6   |
| Portugal   | 3 | 2 | 0 | 1 | 106 | 98  | +8  | 4   |
| Túnez      | 3 | 1 | 0 | 2 | 89  | 92  | -3  | 2   |
| Chile      | 3 | 0 | 0 | 3 | 82  | 101 | -19 | 0   |

- Resultados

| Fecha | Hora  | Partido    | Partido | Partido    | Resultado |
| ----- | ----- | ---------- | ------- | ---------- | --------- |
| 20.08 | 15:00 | Portugal   | -       | Chile      | 33-31     |
| 20.08 | 17:00 | Túnez      | -       | Eslovaquia | 29-31     |
| 21.08 | 15:00 | Chile      | -       | Túnez      | 27-36     |
| 21.08 | 17:00 | Eslovaquia | -       | Portugal   | 43-39     |
| 22.08 | 15:00 | Chile      | -       | Eslovaquia | 24-32     |
| 22.08 | 17:00 | Portugal   | -       | Túnez      | 31-33     |

### Grupo P II
| Equipo    | J | G | E | P | GF  | GC  | DG  | PTS |
| --------- | - | - | - | - | --- | --- | --- | --- |
| Argentina | 3 | 3 | 0 | 0 | 109 | 79  | +30 | 6   |
| Brasil    | 3 | 2 | 0 | 1 | 104 | 80  | +24 | 4   |
| Bulgaria  | 3 | 1 | 0 | 2 | 81  | 115 | -34 | 2   |
| Angola    | 3 | 0 | 0 | 3 | 89  | 109 | -20 | 0   |

- Resultados

| Fecha | Hora  | Partido   | Partido | Partido   | Resultado |
| ----- | ----- | --------- | ------- | --------- | --------- |
| 20.08 | 19:00 | Argentina | -       | Angola    | 34-31     |
| 20.08 | 21:00 | Brasil    | -       | Bulgaria  | 37-25     |
| 21.08 | 19:00 | Angola    | -       | Brasil    | 26-42     |
| 21.08 | 21:00 | Bulgaria  | -       | Argentina | 23-46     |
| 22.08 | 19:00 | Angola    | -       | Bulgaria  | 32-33     |
| 22.08 | 21:00 | Argentina | -       | Brasil    | 29-25     |

## Ronda Principal
Los dos primeros de cada grupo disputan las semifinales. 

### Grupo M I
| Equipo    | J | G | E | P | GF  | GC  | DG  | PTS |
| --------- | - | - | - | - | --- | --- | --- | --- |
| Suecia    | 5 | 4 | 0 | 1 | 155 | 125 | +30 | 8   |
| Alemania  | 5 | 4 | 0 | 1 | 152 | 110 | +42 | 8   |
| Egipto    | 5 | 3 | 0 | 2 | 146 | 139 | +7  | 6   |
| Francia   | 5 | 2 | 0 | 3 | 140 | 130 | +10 | 4   |
| Macedonia | 5 | 2 | 0 | 3 | 127 | 139 | -12 | 4   |
| Kuwait    | 5 | 0 | 0 | 5 | 113 | 190 | -77 | 0   |

- Resultados

| Fecha | Hora  | Partido   | Partido | Partido   | Resultado |
| ----- | ----- | --------- | ------- | --------- | --------- |
| 20.08 | 17:00 | Kuwait    | -       | Francia   | 20-36     |
| 20.08 | 19:00 | Suecia    | -       | Egipto    | 25-28     |
| 20.08 | 21:00 | Macedonia | -       | Alemania  | 20-28     |
| 21.08 | 17:00 | Francia   | -       | Suecia    | 27-30     |
| 21.08 | 19:00 | Alemania  | -       | Kuwait    | 40-20     |
| 21.08 | 21:00 | Egipto    | -       | Macedonia | 29-32     |
| 22.08 | 17:00 | Kuwait    | -       | Egipto    | 29-43     |
| 22.08 | 19:00 | Suecia    | -       | Alemania  | 26-24     |
| 22.08 | 21:00 | Macedonia | -       | Francia   | 21-27     |

### Grupo M II
| Equipo        | J | G | E | P | GF  | GC  | DG  | PTS |
| ------------- | - | - | - | - | --- | --- | --- | --- |
| Croacia       | 5 | 4 | 1 | 0 | 158 | 129 | +29 | 9   |
| Dinamarca     | 5 | 4 | 0 | 1 | 154 | 144 | +10 | 8   |
| España        | 5 | 3 | 0 | 2 | 145 | 139 | +6  | 6   |
| Eslovenia     | 5 | 1 | 2 | 2 | 131 | 138 | -7  | 4   |
| Rusia         | 5 | 1 | 1 | 3 | 139 | 148 | -9  | 3   |
| Corea del Sur | 5 | 0 | 0 | 5 | 152 | 181 | -29 | 0   |

- Resultados

| Fecha | Hora  | Partido       | Partido | Partido       | Resultado |
| ----- | ----- | ------------- | ------- | ------------- | --------- |
| 20.08 | 10:00 | Eslovenia     | -       | Corea del Sur | 34-33     |
| 20.08 | 12:00 | Croacia       | -       | España        | 21-35     |
| 20.08 | 14:00 | Rusia         | -       | Dinamarca     | 27-29     |
| 21.08 | 10:00 | Corea del Sur | -       | Croacia       | 24-40     |
| 21.08 | 12:00 | España        | -       | Rusia         | 28-26     |
| 21.08 | 14:00 | Dinamarca     | -       | Eslovenia     | 29-25     |
| 22.08 | 10:00 | Rusia         | -       | Corea del Sur | 35-33     |
| 22.08 | 12:00 | Eslovenia     | -       | España        | 22-26     |
| 22.08 | 14:00 | Croacia       | -       | Dinamarca     | 33-29     |

## Partidos de Emplazamiento

### Partido por el 19º puesto
| Fecha | Hora  | Partido | Partido | Partido | Resultado |
| ----- | ----- | ------- | ------- | ------- | --------- |
| 24.08 | 11:00 | Angola  | -       | Chile   | 38-29     |

### Partido por el 17º puesto
| Fecha | Hora  | Partido | Partido | Partido  | Resultado |
| ----- | ----- | ------- | ------- | -------- | --------- |
| 24.08 | 13:30 | Túnez   | -       | Bulgaria | 39-26     |

### Partido por el 15º puesto
| Fecha | Hora  | Partido | Partido | Partido  | Resultado |
| ----- | ----- | ------- | ------- | -------- | --------- |
| 24.08 | 16:00 | Brasil  | -       | Portugal | 39-41     |

### Partido por el 13º puesto
| Fecha | Hora  | Partido    | Partido | Partido   | Resultado |
| ----- | ----- | ---------- | ------- | --------- | --------- |
| 25.08 | 11:00 | Eslovaquia | -       | Argentina | 32-34     |

### Partido por el 11º puesto
| Fecha | Hora  | Partido       | Partido | Partido | Resultado |
| ----- | ----- | ------------- | ------- | ------- | --------- |
| 25.08 | 13:30 | Corea del Sur | -       | Kuwait  | 39-37     |

### Partido por el 9º puesto
| Fecha | Hora  | Partido   | Partido | Partido | Resultado |
| ----- | ----- | --------- | ------- | ------- | --------- |
| 25.08 | 21:00 | Macedonia | -       | Rusia   | 23-30     |

### Partido por el 7º puesto
| Fecha | Hora  | Partido   | Partido | Partido | Resultado |
| ----- | ----- | --------- | ------- | ------- | --------- |
| 25.08 | 16:00 | Eslovenia | -       | Francia | 25-28     |

### Partido por el 5º puesto
| Fecha | Hora  | Partido | Partido | Partido | Resultado |
| ----- | ----- | ------- | ------- | ------- | --------- |
| 25.08 | 18:30 | Egipto  | -       | España  | 26-32     |

## Fase final
|  | Semifinales | Semifinales |    |         | Final     | Final |  |
|  |             |             |    |         |           |       |  |
|  |             |             |    |         |           |       |  |
|  |             |             |    |         |           |       |  |
|  | Suecia      | 32          |    |         |           |       |  |
|  | Dinamarca   | 29          |    |         |           |       |  |
|  |             |             |    |         |           |       |  |
|  |             |             |    |         |           |       |  |
|  |             |             |    |         | Suecia    | 31    |  |
|  |             | Alemania    | 29 |         |           |       |  |
|  |             |             |    |         |           |       |  |
|  |             |             |    |         |           |       |  |
|  |             |             |    |         | 3º        |       |  |
|  |             |             |    |         |           |       |  |
|  | Croacia     | 22          |    | Croacia | 26        |       |  |
|  | Alemania    | 29          |    |         | Dinamarca | 27    |  |

## Medallero
| | | |
| Suecia | Alemania | Dinamarca |
| 1. Johan Sjöstrand 2. Björn Nordmark 3. Alexander Borgstedt 4. Richard Blank 5. Anders Hallberg 6. Johan Elf 7. Charlie Sjöstrand 8. Joakim Bäckström 9. Emil Berggren 10. Markus Tobiasson 11. Viktor Fridén 12. Andreas Palicka 13. Tobias Warvne 14. Johan Jakobsson 15. Magnus Johansson 17. Patrik Johanson 18. Leonel Ojala | 1. Jürgen Müller 2. Robin Haller 3. Uwe Gensheimer 4. Thorsten Salzer 6. Peter Jungwirth 7. Steffen Weinhold 8. Gunnar Dietrich 9. Hannes Lindt 10. Dennis Krause 11. Michael Allendorf 12. Jens Vortmann 13. Martin Strobel 15. Marc Hafner 16. Mario Huhnstock 17. Tim Kneule 18. Matthias Ritschel 20. Sebastian Weber | 1. Tim Winkler 2. Nikolaj Koch-Hansen 3. Mads Christiansen 4. Henrik Toft Hansen 5. Stefan Hundstrup 6. Kasper Irming Andersen 7. Chris Jørgensen 9. Claus Kjeldgaard Steffensen 10. Jacob Bagersted 12. Niklas Landin 13. Rune Poulsen 14. Marcus Mork Kristiansen 15. Jesper Meinby Pedersen 17. Palle Hansen 19. Stefan Nielsen 22. Rasmus Bertelsen |
| Gunnar Blombäck | Martin Heuberger | Flemming Pedersen |

## Estadísticas

### Clasificación general
| 1. Suecia         |
| 2. Alemania       |
| 3. Dinamarca      |
| 4. Croacia        |
| 5. España         |
| 6. Egipto         |
| 7. Francia        |
| 8. Eslovenia      |
| 9. Rusia          |
| 10. Macedonia     |
| 11. Corea del Sur |
| 12. Kuwait        |
| 13. Argentina     |
| 14. Eslovaquia    |
| 15. Portugal      |
| 16. Brasil        |
| 17. Túnez         |
| 18. Bulgaria      |
| 19. Angola        |
| 20. Chile         |

### Equipo All-Star
| Puesto | Nombre               | País      |
| ------ | -------------------- | --------- |
| POR    | Johan Sjöstrand      | Suecia    |
| EI     | Karim El Din Shoukry | Egipto    |
| PV     | Henrik Toft Hansen   | Dinamarca |
| ED     | Ivan Cupic           | Croacia   |
| LI     | Alen Blazevic        | Croacia   |
| CE     | Martin Strobel       | Alemania  |
| LD     | Johan Jakobsson      | Suecia    |

### MVP
| Puesto | Nombre         | País     |
| ------ | -------------- | -------- |
| EI     | Uwe Gensheimer | Alemania |

### Máximos goleadores
| Posición | Jugador              | País          | Goles |
| -------- | -------------------- | ------------- | ----- |
| 1°       | An Jong-Min          | Corea del Sur | 75    |
| 2°       | Ivan Cupic           | Croacia       | 70    |
| 3°       | Borislav Kobakov     | Bulgaria      | 58    |
| 4°       | Anis Mahmoudi        | Túnez         | 58    |
| 5°       | Uwe Gensheimer       | Alemania      | 56    |
| 6°       | Elías Antonio        | Angola        | 51    |
| 7°       | Erwin Feuchtmann     | Chile         | 47    |
| 8º       | Denis Mirzoev        | Rusia         | 46    |
| 9º       | Karim El Din Shoukry | Egipto        | 45    |
| 9º       | Eom Hyo-Won          | Corea del Sur | 45    |

### Mejores Porteros
| Posición | Jugador          | País                | Paradas | %    |
| -------- | ---------------- | ------------------- | ------- | ---- |
| 1°       | Vincent Gerard   | Francia             | 110     | 41,9 |
| 2°       | Vadim Bogdanov   | Rusia               | 103     | 38,2 |
| 3°       | Matevz Skok      | Eslovenia           | 99      | 37,2 |
| 3°       | Tim Winkler      | Dinamarca           | 99      | 37,1 |
| 5°       | Johan Sjöstrand  | Suecia              | 88      | 40,2 |
| 6°       | Nikola Mitrevski | Macedonia del Norte | 87      | 32,8 |
| 7°       | Jens Vortmann    | Alemania            | 86      | 46,9 |
| 8º       | Joao Bento       | Portugal            | 86      | 32,7 |
| 9º       | Andreas Palicka  | Suecia              | 80      | 45,9 |
| 10°      | Mislav Loncar    | Croacia             | 63      | 35,8 |